# Prodòxids
Els prodòxids (Prodoxidae) son una família de lepidòpters heteroneures de la superfamília dels adeloïdeus (Adeloidea). Algunes d'aquestes arnes de la iuca de mida de petita a mitjana són voladors diürns, com és el cas de l'espècie europea Lampronia capitella. Altres ocorren a l'Àfrica i Àsia.Tetragma gei s'alimenta a les Muntanyes Avens, Geum triflorum als Estats Units. Greya politella pon ous en les flors de la família de les Saxifragaceae. El darrer dels cinc gèneres llistats estan confinats en zones àrides dels Estats Units. Prodoxoides asymmetra viu a Xile i Argentina, però d'altres prodòxids tenen una distribució més al nord.
Aquestes arnes tenen una biologia molt particular. Tenen una relació molt íntima amb les flors de les iuques (i entre elles de l'arbre de Josuè), ja que són pol·linitzadors obligats al mateix temps que herbívors. Els gèneres d'aquests lepidòpters Tegeticula i Parategeticula, tenen un mutualisme i pol·linització obligada amb les iuques, ja que aquestes plantes només són pol·linitzades per elles i la larva de la papallona s'alimenta exclusivament de les llavors de la iuca.